# West Wildwood
West Wildwood es un borough situado en el condado de Cape May, Nueva Jersey, Estados Unidos. Tiene una población estimada, a mediados de 2022, de 544 habitantes.

## Geografía
La localidad está ubicada en las coordenadas 39°00′02″N 74°49′25″O / 39.00056, -74.82361 (39.000598, -74.823573).

## Demografía
Según el censo de 2000, en ese momento los ingresos medios de los hogares de la localidad eran de $33,393 y los ingresos medios de las familias eran de $50,625. Los hombres tenían ingresos medios por $38,281 frente a los $21,190 que percibían las mujeres. Los ingresos per cápita para la localidad eran de $17,839. Alrededor del 6.5% de la población estaba por debajo de la línea de pobreza.
De acuerdo con la estimación 2017-2021 de la Oficina del Censo, los ingresos medios de los hogares de la localidad son de $56,818 y los ingresos medios de las familias son de $76,250. Alrededor del 2.7% de la población está por debajo de la línea de pobreza.